# Травяное (озеро, Лоухский район, восточное)
Травяное — озеро на территории Амбарнского сельского поселения Лоухского района Республики Карелии.

## Общие сведения
Площадь озера — 1 км², площадь водосборного бассейна — 9,69 км². Располагается на высоте 91,8 метров над уровнем моря.
Форма озера продолговатая: оно более чем на три километра вытянуто с запада на восток. Берега каменисто-песчаные, местами заболоченные.
Из западной оконечности озера вытекает безымянный водоток, впадающий в губу Травяную озера Кереть, из которого берёт начало река Кереть, впадающая в Белое море.
Код объекта в государственном водном реестре — 02020000711102000002118.